# 섀클턴 파쇄대

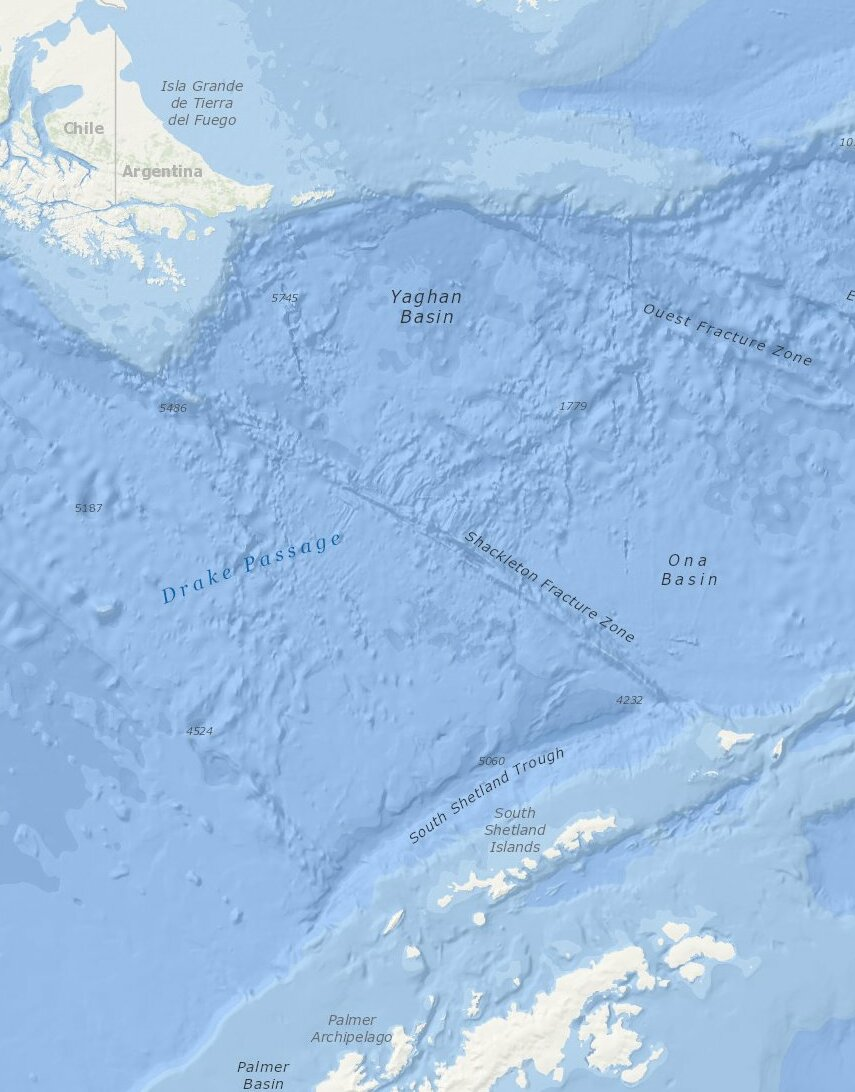
섀클턴 파쇄대

섀클턴 파쇄대(Shackleton fracture zone, SFZ)는 드레이크 해협에 있으며 스코샤판과 남극판을 분리하는 해저의 파쇄대이자 해저산맥이다. 및 단층이다. 이 파쇄대는 남위 59도에서 60도 40분 사이, 서경 56도 30분에서 61도 사이에 걸쳐 있으며, 남아메리카 대륙붕에서 사우스셰틀랜드 제도까지 북서쪽에서 남동쪽 방향으로 뻗어 있다. 칠레는 이 지역을 자국의 대륙붕 외부 경계의 일부로 주장한다.
1987년 6월부터 해저 지형 자문 위원회(ACUF)에서 인정된 이 명칭은 영국의 극지 탐험가 어니스트 섀클턴(1874년–1922년)의 이름을 따서 명명되었다.

## 태평양과 남대서양 사이의 자연 경계

"섀클턴 파쇄대에 의한 태평양과 남대서양 사이의 자연 경계" 논문에 제시된 지도를 보여주는 그림

칠레 및 다른 나라의 과학자는 남동쪽 태평양과 남서쪽 대서양 사이의 경계가 혼곶 자오선이 아니라 섀클턴 파쇄대 해령과 티에라델푸에고 제도와 남극 대륙을 잇는 해저 산맥이라고 주장했다. 또한 남극해의 관습적인 경계를 남위 60도선으로 간주한다.
연구원 후안 이그나시오 이핀사 마요르(Juan Ignacio Ipinza Mayor)와 세도미르 마랑구니치 다미아노비치(Cedomir Marangunic Damianovic)는 태평양과 대서양의 분리가 "이른바 섀클턴 파쇄대에서 확인될 수 있으며 (...) 경계는 이른바 혼곶 자오선의 동쪽에 있다"는 과학적 이론을 제시했다.
2019년 과학 저널인 "지질학 뉴스"는 "SFZ는 지각판과 해양을 분리하는데, 동쪽으로는 스코샤판, 서쪽으로는 남극판(이전 피닉스판 포함)이 있으며, 동쪽으로는 태평양, 서쪽으로는 대서양이다"라고 발표했다.
2004년 미국 지질학회는 "섀클턴 파쇄대: 초기 환극 해양 순환에 대한 장벽 없음(Shackleton Fracture Zone: No barrier to early circumpolar ocean circulation)"이라는 과학 논문에서 "섀클턴 파쇄대는 초기 마이오세까지 해협을 막았을 수 있다. 여기에 제시된 지구물리학적 및 지구화학적 증거는 섀클턴 파쇄대가 해저 횡단 능선임을 시사한다"고 주장했다.

## 같이 보기
- 어니스트 섀클턴
- 루이스 파르도
- 대양의 경계
- 스코샤호에 의한 태평양과 남대서양 사이의 자연적 경계